# Alsodes gargola
Espèce
Statut de conservation UICN

 LC  : Préoccupation mineure
Alsodes gargola est une espèce d'amphibiens de la famille des Alsodidae.

## Répartition
Cette espèce est endémique du Sud de l'Argentine. Elle se rencontre :
- dans le Parc national Nahuel Huapi dans la province de Río Negro ;
- dans le Parc national Los Alerces et dans le Parc national du lac Puelo, dans la province de Chubut ;

Elle est présente entre 200 et 2 200 m d'altitude.

## Taxinomie
La sous-espèce Alsodes gargola neuquensis a été élevée au rang d'espèce.

## Publications originales
- Gallardo, 1970 : A propósito de los Telmatobiinae (Anura, Leptodactylidae) patagónicos. Neotropica, vol. 16, p. 73-85.